# Unitra pelovi
Unitra pelovi är en insektsart som beskrevs av Irena Dworakowska 1974. Unitra pelovi ingår i släktet Unitra och familjen dvärgstritar.
Artens utbredningsområde är Kongo. Inga underarter finns listade i Catalogue of Life.